# 2149: Наслідки війни
2149: Наслідки війни (анг. 2149: The Aftermath; також відомий як 2149: The Aftermath ESC, Darwin і Confinement) — канадський науково-фантастичний фільм режисера Бенджаміна Даффілда за сценарієм Роберта Гігдена. Основні зйомки фільму розпочалися в червні 2014 року у Великому Садбері, Онтаріо, та завершилися в липні того ж року. Вихід був запланований на літо 2016 року. Вперше продемонстрований 2021 року.

## Про фільм
2149 рік. Земля пережила глобальну хімічну війну, зовнішнє середовище вважається непридатним для життя. Вціліла частина людства живе і працює з бункерів-притулків і залежить від своїх персональних комп'ютерів. Серед них — молодий чоловік на ім'я Дарвін, який змалку живе в ізоляції, і безвилазно сидить за комп'ютером й виконує одну й ж ту саму рутинну роботу.
Одного прекрасного дня його комп'ютер ламається, і Дарвіну не залишається нічого іншого, окрім як вийти назовні, у досі невідомий йому світ, який виявляється зовсім не таким, яким він собі уявляв.

## Знімались
| Актор               | Роль         |
| ------------------- | ------------ |
| Нік Краузе          | Дарвін       |
| Моллі Паркер        | Ліліан       |
| Джульєтт Госслін    | Дара         |
| Патрісія Саммерсетт | Мати (голос) |

## Реліз
Кінокомпанія Suki International запланувала реліз фільму на зиму-весну 2016 року.
Знятий влітку 2014 року, цей фільм мав 4 різні назви. Він починався як «ESC», потім став «Дарвін», потім став «Ув'язненням», і останньою є «2149: Наслідки»
Він вийшов на Amazon Prime у листопаді 2021 року під назвою «2149: Наслідки».